# Divinité du temps et de la destinée

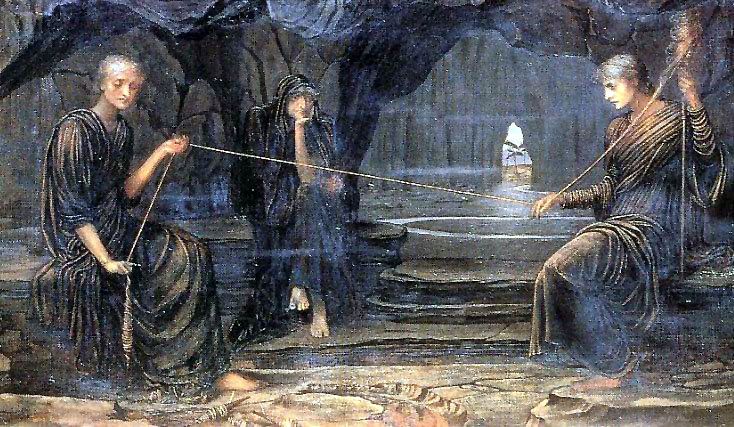
A Golden Thread, peinture représentant les trois moires filant et dévidant le destin (John Melhuish Strudwick, 1885).

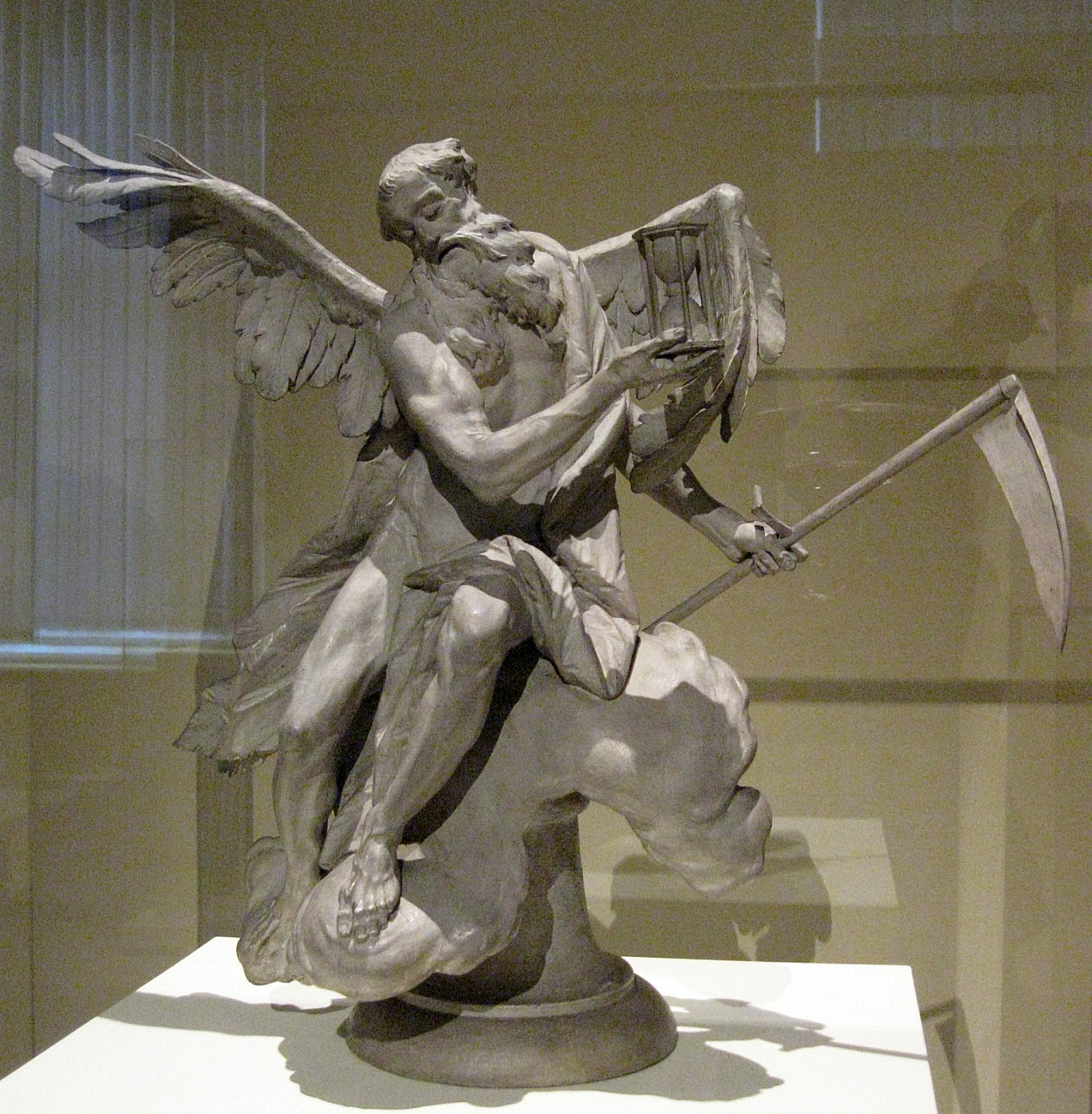
Statue de Cronos, Titan du Temps dans la mythologie grecque (Ignaz Günter, 1765-1775, Musée national bavarois, Munich).

Une divinité du temps et de la destinée est, dans la mythologie, un dieu ou une déesse associé au temps ou au destin, ou le symbolisant. Ces divinités peuvent avoir diverses fonctions et faire l'objet de traditions en fonction de la culture, mais elles sont souvent liées aux divinités de la mort ou sont leur ennemi. Dans certains cas comme les moires ou les nornes, elles y contribuent directement en décidant quand et comment un individu mourra. Elles peuvent aussi être liées au savoir et à la connaissance.

## Liste
Ananké est une allégorie, une représentation physique du destin, dans la mythologie grecque. Elle marque le début du cosmos, avec Chronos. Dès l'époque d'Homère, Ananké est représentée comme la mère du destin. D'après Platon, elle est la mère des Moires.
Angerona est une déesse qui vient d'Italie. Elle préside aux « jours resserrés », c'est-à-dire la période du solstice d'hiver, elle était la déesse qui guérissait de la douleur et de la tristesse et qui présidait aux passages difficiles, Elle est également la protectrice de Rome et la gardienne du nom sacré de la cité, qui ne devait pas être prononcé pour ne pas être dévoilé à l'ennemi.
Antevorta est dans la mythologie romaine l'une des Camènes, incluses dans le groupe des Di indigetes. Elle est la déesse du futur et, contrairement à sa sœur Postvorta, préside à la naissance des enfants lorsqu'ils sont en position céphalique. Considérée d'abord comme un aspect de Carmenta dont elle est l'une des compagnes, elle est ensuite devenue une figure à part entière.
Aysyt est la déesse mère des Iakoutes, dans la région du fleuve Léna en Sibérie. Aysyt apporte l'âme du paradis à la naissance d'un enfant et enregistre chaque naissance dans le livre d'or du destin. Elle était le guide des âmes lors de chaque naissance, auxquelles elle assistait toujours. Les femmes l'invoquaient pour soulager les douleurs de l'enfantement. On disait qu'elle vivait dans une maison à sept étages, au sommet d'une montagne, d'où elle écrivait le destin de chacun.
Chai est un génie de la mythologie égyptienne, figure du destin, protecteur du foyer et parfois des vignes et des récoltes.
Chronos est la personnification du temps qui apparaît principalement dans les traditions orphiques qui le considèrent comme le fils de Gaïa (la Terre) et d'Hydros (Eaux primordiales). Nonnus en revanche raconte qu'il émergea du Néant. Il aurait comme épouse Ananké, l'allégorie du destin dont il aurait eu trois enfants : Chaos, Ether et Phanès. Dans la mythologie alexandrine et romaine, Chronos est le père des Heures, personnifications des douze heures du jour ou de la nuit.
Cronos est dans la mythologie grecque, le fils d'Ouranos (le Ciel nocturne étoilé) et Gaïa (la Terre), est le roi des Titans, l'époux de sa sœur Rhéa et le père des Cronides Hestia, Déméter, Héra, Hadès, Poséidon et Zeus. Il est le Titan du temps dans la religion grecque. Son attribut principal est la faux, avec laquelle il a tranché le sexe de son père, Ouranos.
Éon est une divinité grecque associée au temps, au firmament et au zodiaque. Le temps représenté par Éon est illimité, contrairement à celui de Chronos qui est un temps empirique divisé en passé, présent et futur. Il est ainsi le dieu de l'éternité, associé aux cultes à mystères qui s'intéressent à la vie après la mort, comme les mystères de Cybèle, Dionysos, Orphée et Mithra.
Dans la religion romaine antique, Éternité était la personnification divine de l'éternité. Elle était en particulier associée au culte impérial en tant que l'une des vertus de l'empereur divinisé (divus).
Fortuna est une divinité italique allégorique de la chance. Fortuna représente le destin avec toutes ses inconnues.
Janus est le dieu romain des commencements et des fins, des choix, du passage et des portes. Il est bifrons (« à deux visages ») et représenté avec une face tournée vers le passé, l'autre sur l'avenir. Il est fêté le 1er janvier. C'est son nom qui à donné le nom du mois de janvier.
Kâla est une figure mythologique d'origine hindouiste importante dans l'iconographie du monde indien et des royaumes indianisés d'Asie du Sud-Est. Il est perçu comme le destin, ou comme le dieu de la mort (Yama dans l'hindouisme ou les vedas), sous son aspect du Temps. Ce terme désigne aussi une substance  de la réalité dans le brahmanisme ou le jaïnisme.
Kali est, dans l'hindouisme, la déesse de la préservation, de la transformation et de la destruction. C'est une forme terrifiante de Pārvatī représentant le pouvoir destructeur du temps.
Dans les mythologies lettone et lituanienne, Laima est la personnification du destin et de la bonne et mauvaise fortune.
Manat était une déesse du destin, vénérée en Arabie à l'époque pré-islamique. Manat est mentionnée dans le Coran (sourate LIII (53) An-Najm ou l'Étoile, versets 19-22) avec les deux autres grandes déesses Allat et Uzza.
Nabû est le dieu mésopotamien du savoir et de l'écriture. Son nom pourrait se rapprocher de la racine sémitique signifiant « prophète », ou d'une autre signifiant « brillant ». Il était chargé d'inscrire sur ses tablettes le destin de chaque humain.
Nortia est la déesse étrusque du destin et la fortune (de la chance).
Postvorta est dans la mythologie romaine l'une des Camènes, incluses dans le groupe des Di indigetes. Elle est la déesse du passé (post) et, contrairement à sa sœur Antevorta, préside à la naissance des enfants lorsqu'ils sont en position de siège. Considérée d'abord comme un aspect de Carmenta dont elle est l'une des compagnes, elle est ensuite devenue une figure à part entière.
Dans la mythologie grecque, Rhapso était une nymphe ou une déesse mineure vénérée à Athènes. Selon certains, elle est associée aux Moirai (en tant que déesse du destin) et à Ilithyie (en tant que déesse de la naissance); elle organiserait en quelque sorte le fil de la vie d'un homme, à la naissance, par une sorte de travail de couture (similaire à Clotho des Moirai). Selon d'autres, elle était peut-être une patronne de couturières.
Saturne est le dieu du temps dans la religion romaine. Très tôt, les Romains ont identifié Saturne au grec Cronos dont les mythes ont été adaptés à la littérature latine et à l'art romain. Le rôle de Cronos dans la généalogie des dieux grecs a été transféré à Saturne. Dès Livius Andronicus (IIIe siècle av. J.-C.), Jupiter est désigné comme le fils de Saturne. Avec son assimilation à Cronos, Saturne récupère les liens de parenté de ce dernier. Il est donc, dans la tradition de l'époque impériale, le fils cadet de la Terre Tellus, pendant latin de la déesse grecque Gaïa ou de Vesta, et du Ciel Uranus. Il est l'époux d'Ops, pendant de la déesse grecque Rhéa, toutes deux assimilées à la déesse phrygienne Cybèle. Il est aussi le père de Jupiter (Zeus en grec), Pluton (Hadès en grec), Neptune (Poséidon en grec), Junon (Héra en grec), Vesta (Hestia, en grec), et Cérès (Déméter en grec).
Tyché est la divinité de la Fortune, de la Prospérité et de la Destinée d'une cité ou d'un État. Son équivalent romain est Fortuna. Tyché décide du destin des mortels, comme jouant avec une balle, rebondissant, de bas en haut, symbolisant l'insécurité de leurs décisions.

## Groupement de divinités
Les Camènes ont des nymphes des sources et des bois dans la religion romaine archaïque. On les assimile par la suite aux Muses grecques. Elles sont au nombre de quatre, Égérie (déesse des femmes), Carmenta (déesse liées aux accouchements et à l'eau), Antevorta (déesse du futur) et Postvorta (déesse du passé),.
Dans la mythologie grecque, les Heures sont un groupe de déesses personnifiant les divisions du temps. Elles étaient célébrées lors de la fête de l'Horée marquant le changement des saisons. Indénombrables à l'origine, leur nombre grandit et passe à 3, 4, 9, 10 ou 12. De même, leur rôle évolue selon les auteurs et les époques: elles symbolisent à l'origine le cours de la nature à travers les saisons, puis deviennent des déesses de l'ordre et de la justice naturelle; finalement, elles incarnent les divisions du jour, de l'aube à la nuit tombée,.
Les Laumės, sont des fées sylvestre, gardiennes des orphelins, dans la mythologie des régions baltes, occidentales comme orientales (ou yotvingiennes). Les Laumės sont les plus anciennes déesses de la mythologie lituanienne. Il est possible que les premières représentations de ces divinités soient apparues durant le mésolithique, juste après l'ère glaciaire. Les Laumės prédisent l'avenir d'un nouveau-né.
Dans la mythologie grecque, les Moires sont trois divinités du Destin : Clotho (« la Fileuse »), Lachésis (« la Répartitrice ») et Atropos (« l'Inflexible »). Elles sont associées aux cycles cosmiques, aux grandes déesses de la nature, de la végétation et de la fertilité. Elles deviennent les Parques, dans la mythologie romaine,.
Les Nornes dans la mythologie nordique sont comparables aux Dises qui règlent le destin de l'ensemble des habitants des neuf mondes de la cosmogonie nordique.